# بفانج
بفانج (به انگلیسی: Befunge) یک زبان برنامه‌نویسی اسوتریک، بازتابی، مبتنی بر پشته و دوبُعدی است که در سال ۱۹۹۳ توسط کریس پرسی (Chris Pressey) برای رایانه‌های آمیگا طراحی شد. این زبان با هدف دشوار کردن فرایند کامپایل ساخته شده‌است و از ساختاری غیرمعمول بهره می‌برد که در آن کد برنامه در یک شبکهٔ دوبعدی قرار می‌گیرد.

## تاریخچه
نام «بفانج» از یک اشتباه تایپی در یک گفت‌وگوی آنلاین سرچشمه گرفت. نسخهٔ اصلی این زبان با عنوان Befunge-93 معرفی شد و اندازهٔ شبکهٔ آن به ۲۵×۸۰ سلول محدود بود. به همین دلیل و به‌دلیل محدودیت‌های پشته و فضای ذخیره‌سازی، Befunge-93 در حالت عادی تورینگ‌کامل نیست، اگرچه با در نظر گرفتن اندازهٔ نامحدود کلمات در پشته، می‌توان آن را تورینگ‌کامل در نظر گرفت.
نسخه‌های گسترش‌یافته‌ای مانند Funge-98 این محدودیت‌ها را برطرف کردند. Funge-98 نه‌تنها اندازهٔ شبکه را نامحدود کرد، بلکه امکان اجرای هم‌زمان چندین نشانگر دستور (Instruction Pointer) را نیز فراهم ساخت و مدل جدیدی به‌نام «فضای لاهی» (Lahey-space) معرفی کرد که امکان گسترش بی‌نهایت فضای برنامه را در کنار رفتار مشابه به توره فراهم می‌کرد. زبان‌های مشتق‌شده از Befunge را Fungeoid یا به‌طور ساده Funge می‌نامند.

## ویژگی‌ها
برنامه‌های بفانج برخلاف زبان‌های مرسوم، به‌صورت دوبعدی نوشته می‌شوند و مسیر اجرای آن‌ها با استفاده از دستورهای پیکانی (مانند >، <، ^ و v) کنترل می‌شود. برنامه‌نویس می‌تواند با ارسال جریان کنترل در یک چرخه، ساختارهای حلقه‌ای ایجاد کند. به همین دلیل، از بفانج گاهی به‌عنوان ترکیبی از زبان Forth و بازی Lemmings یاد می‌شود.

## کامپایل
هدف اصلی از طراحی بفانج، دشوار بودن کامپایل آن بود، زیرا برنامه‌ها می‌توانند ساختار خود را در زمان اجرا تغییر دهند (کد خودتغییردهنده). با این حال، کامپایلرهایی مانند bef2c و Betty برای این زبان توسعه یافته‌اند.
کامپایلر bef2c هر دستور را به قطعه‌ای از کد زبان C ترجمه می‌کند و جریان اجرا را با استفاده از یک ثبات جهت (direction register) هدایت می‌کند. این روش نسبت به مفسرها برتری چشمگیری ندارد و علاوه بر آن، پیاده‌سازی ناقصی دارد، چرا که از دستور 'p' و حالت رشته‌ای پشتیبانی نمی‌کند.
در مقابل، کامپایلر Betty هر خط مستقیم از دستورها را به‌صورت زیر‌برنامه‌ای مستقل در نظر می‌گیرد و در صورت تغییر توسط دستور 'p'، آن را دوباره کامپایل می‌کند. این روش که نوعی کامپایل هم‌زمان (Just-in-Time) به‌شمار می‌رود، باعث افزایش عملکرد می‌شود؛ زیرا بسیاری از دستورها می‌توانند به‌صورت مستقیم در کد ماشین اجرا شوند، بدون آن‌که نیازی به تصمیم‌گیری مکرر دربارهٔ مسیر اجرا باشد.

## کامنت‌گذاری
در بفانج هیچ ساختار نحوی ویژه‌ای برای کامنت‌گذاری وجود ندارد. برخلاف زبان‌هایی مانند Lisp یا Python که از رشته‌ها به‌عنوان توضیح در بخش‌های بلااستفاده بهره می‌برند، در بفانج برنامه‌نویس می‌تواند جریان اجرا را طوری هدایت کند که از ناحیهٔ «توضیحی» عبور نکند و بنابراین، آن بخش از کد هرگز اجرا نمی‌شود.